# Episodi di The George Burns and Gracie Allen Show (settima stagione)
La settima stagione della serie televisiva The George Burns and Gracie Allen Show è stata trasmessa in anteprima negli Stati Uniti d'America dalla CBS tra il 1º ottobre 1956 e il 1º luglio 1957.
| nº | Titolo originale                                   | Titolo italiano | Prima TV USA     | Prima TV Italia |
| -- | -------------------------------------------------- | --------------- | ---------------- | --------------- |
| 1  | Return to California                               |                 | 1º ottobre 1956  |                 |
| 5  | The Shakespeare Paper                              |                 | 8 ottobre 1956   |                 |
| 6  | The Woman in the Car                               |                 | 15 ottobre 1956  |                 |
| 7  | The Interview                                      |                 | 22 ottobre 1956  |                 |
| 8  | Ronnie's Initiation                                |                 | 29 ottobre 1956  |                 |
| 9  | Ronnie's Bashful                                   |                 | 5 novembre 1956  |                 |
| 10 | The Missing Stamp                                  |                 | 12 novembre 1956 |                 |
| 11 | George's Gray Suit                                 |                 | 19 novembre 1956 |                 |
| 12 | Von Zell's Raises                                  |                 | 26 novembre 1956 |                 |
| 13 | The Refrigerator Salesman                          |                 | 3 dicembre 1956  |                 |
| 14 | The Girl Behind the Perfume Counter                |                 | 10 dicembre 1956 |                 |
| 15 | Ronnie Quits College Because His Father Goes Broke |                 | 17 dicembre 1956 |                 |
| 16 | Christmas in Jail                                  |                 | 24 dicembre 1956 |                 |
| 17 | The Costume Party                                  |                 | 31 dicembre 1956 |                 |
| 18 | Gracie and the Bullfighter                         |                 | 7 gennaio 1957   |                 |
| 19 | The Ugly Duckling                                  |                 | 14 gennaio 1957  |                 |
| 20 | The Aptitude Test                                  |                 | 21 gennaio 1957  |                 |
| 21 | Going to Palm Springs                              |                 | 28 gennaio 1957  |                 |
| 22 | The Matrimonial Bureau                             |                 | 4 febbraio 1957  |                 |
| 23 | The Fortune Teller                                 |                 | 11 febbraio 1957 |                 |
| 24 | Fighting for Happiness                             |                 | 18 febbraio 1957 |                 |
| 25 | The Termites                                       |                 | 25 febbraio 1957 |                 |
| 26 | $15,000.00 Error                                   |                 | 4 marzo 1957     |                 |
| 27 | The Ring                                           |                 | 11 marzo 1957    |                 |
| 28 | The Plumber's Friend                               |                 | 18 marzo 1957    |                 |
| 29 | Going to Houston                                   |                 | 25 marzo 1957    |                 |
| 30 | The Stray Dog                                      |                 | 1º aprile 1957   |                 |
| 31 | Ronnie Gets a Movie Role                           |                 | 8 aprile 1957    |                 |
| 32 | The Plumber's Union                                |                 | 15 aprile 1957   |                 |
| 33 | Harry Returns Early                                |                 | 22 aprile 1957   |                 |
| 34 | The Publicity Romance                              |                 | 29 aprile 1957   |                 |
| 35 | The Texan Lady MacBeth                             |                 | 6 maggio 1957    |                 |
| 36 | Ronnie's Boat                                      |                 | 13 maggio 1957   |                 |
| 37 | A Trip to Tahiti                                   |                 | 20 maggio 1957   |                 |
| 38 | The Home Graduation                                |                 | 27 maggio 1957   |                 |
| 39 | Blanche's Mother Arrives                           |                 | 3 giugno 1957    |                 |
| 40 | A Marital Mix-Up                                   |                 | 10 giugno 1957   |                 |
| 41 | The Wading Pool at Acapulco                        |                 | 17 giugno 1957   |                 |
| 42 | A Pain in the Back                                 |                 | 24 giugno 1957   |                 |
| 43 | Ronnie's Twenty-One                                |                 | 1º luglio 1957   |                 |